# Zwiezda Zwienigorod
Zwiezda Zwienigorod (ros. Звезда Звенигород) – żeński klub piłki ręcznej z Rosji. Powstały w 2002 z siedzibą w mieście Zwienigorodzie.

## Sukcesy
- Mistrzostwa Rosji:
  -  (2007)
  -  (2008, 2009, 2010)
  -  (2006)
- Puchar Rosji:
  -  (2009, 2010, 2011)
- Puchar EHF:
  -  (2007)
- Liga Mistrzyń:
  -  (2008)

## Kadra 2012/13
- Polina Kuzniecowa
- Jekatierina Marennikowa
- Marija Sidorowa
- Jana Uskowa
- Ludmiła Postnowa
- Valéria Szabó
- Alexandra Lacrabère
- Julija Nikolic
- Anastazja Łobacz